# Кадашман-Харбе I
Кадашман-Харбе I — касситский царь Вавилонии (Кардуниаша) в конце XV — начале XIV века до н. э.. В состав его имени входит имя касситского бога Харбе, соответствующему аккадскому Эллилю.

## «Ниспровержение сутиев»
Кадашман-Харбе I, сын Караиндаша, правил в Вавилонии около 1400 года до н. э.. Вавилонская «Хроника Р» называет важнейшим событием его правления истребление сутиев: 

«Кадашман-Харбе, сын Караиндаша приказал истребить многочисленных сутиев от восхода до заката солнца и привёл их воинскую силу к небытию. Он обустроил крепости посреди гор Хехе (совр. горы Джебель ат-Тадмур на западе Сирийской степи). Он вырыл колодцы и для усиления охраны надежно заселил (крепости) людьми».
В узком смысле слова, сутии являлись одной из подгрупп (наряду с амореями и ханеями) полукочевых западносемитских племён, в широком смысле вавилоняне всех полукочевых западных семитов называли амореями или сутиями. Иногда в этом сообщении видят поход в Сирию для поддержки ведшегося там наступления египетского фараона Аменхотепа II, однако, более вероятно, речь скорее идёт о сутиях в самой Месопотамии. И действительно, около середины II тысячелетия до н. э. в Месопотамии совершенно исчезают аморейско-сутийские племена — ямутбала, идамарац, бини-ямина и прочие. Слова хроники подтверждает и собственная надпись царя на кудурру (YBC 2242), где он ставит себе в заслугу «ниспровержение многочисленных сутиев от страны восхода Солнца до страны захода Солнца». Чтобы оградить страну от новых вторжений амореев Кадашман-Харбе I воздвиг цепь крепостей на западе Сирийской степи, заселил эти крепости людьми и вырыл для них колодцы.

## Канал Диниктум
На табличке, найденной в Ниппуре, засвидетельствована дата «года, [когда] царь Кадашман-Харбе выкопал канал Диниктум». Диниктум был предварительно идентифицирован как Телль Мухаммад. Правление Кадашман-Харбе было определено как момент, когда литературная деятельность возобновилась в Ниппуре после трех столетий молчания.
Данные о количестве лет его правления не сохранились.